# Operation Viele Wege
Am 8. September 2024 überfielen israelische Spezialeinheiten im Rahmen der Operation Viele Wege (Hebräisch : מבצע רבות הדרכים) eine unterirdische Raketenproduktionsanlage in einer Zweigstelle des syrischen Zentrums für Wissenschaftliche Studien und Forschung (SSRC) in der Nähe von Masyaf im Nordwesten des Landes. Der Angriff wurde von Luftangriffen begleitet, bei denen staatlichen Medien zufolge mindestens 18 Menschen getötet wurden. Die in Großbritannien ansässige Syrische Beobachtungsstelle für Menschenrechte (SOHR) gab an, dass 27 Menschen getötet wurden.
| Operation „Viele Wege“ | Operation „Viele Wege“                               |
| --- | ---------------------------------------------------- |
| Teil des Israel-Hisbollah-Konflikts (2023–2024), des Iran-Israel-Konflikts während des syrischen Bürgerkriegs und der Nahostkrise (2023–heute) |                                                      |
| Typ | Spezialoperation, Luftangriffe                       |
| Standort | Masyaf, Syrien 35°2′39″N 36°19′17″E                  |
| Ziel | Unterirdische iranische Raketenfabrik in Syrien      |
| Datum | 8. September 2024                                    |
| Ausgeführt von | Israelische Luftwaffe - Einheit 5101 „Shaldag“       |
| Ergebnis | Erfolgreiche Zerstörung der Anlage                   |
| Verluste | 18–27 (darunter 6 Zivilisten) getötet 32–37 verletzt |

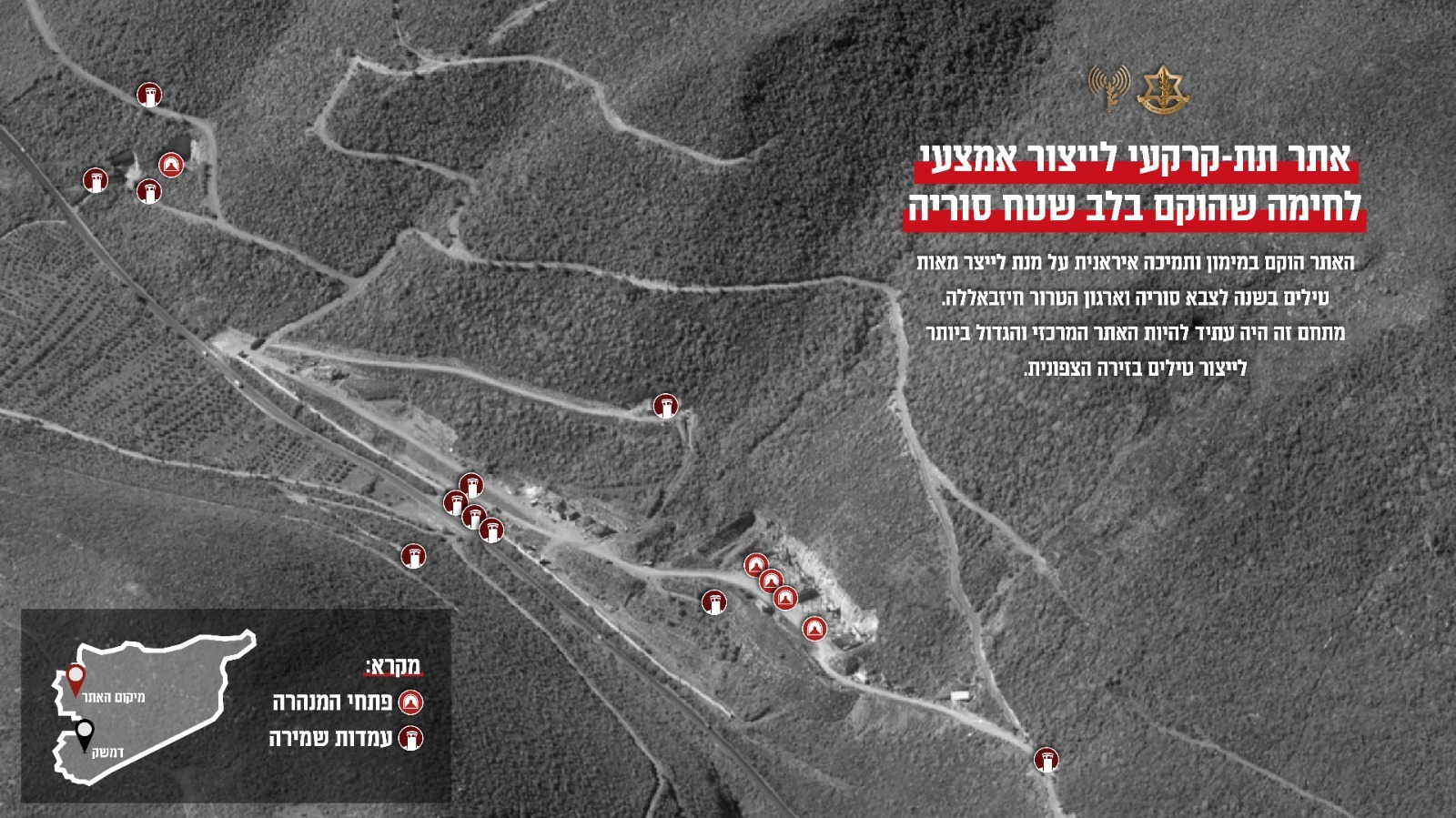
Eine von der israelischen Armee veröffentlichte Infografik der Anlage auf Hebräisch. Die Symbole in der Legende unten links sind von oben nach unten beschriftet: „Tunneleingänge“ und „Wachpositionen“.

Die angegriffene Anlage wurde vom Iran genutzt, um seine Verbündeten, darunter die syrische Regierung und die libanesische Hisbollah, mit Präzisionsraketen zu versorgen. Der Angriff wurde von Kommandos der Eliteeinheit Shaldag der israelischen Luftwaffe durchgeführt. In einer fast dreistündigen Operation landeten die Kommandos mit Hubschraubern vor Ort, stürmten die Anlage und legten Sprengstoff. Nach ihrem Abzug wurde der Sprengstoff gezündet und die Anlage zerstört. Die Operation gilt als eine der komplexesten in der Geschichte Israels.